# Nobuhiro Ishida
Pour les articles homonymes, voir Ishida.
Nobuhiro Ishida (石田 順裕, Ishida Nobuhiro) est un boxeur japonais né le 18 août 1975 à Kumamoto.

## Carrière
Passé professionnel en 2000, il devient champion d'Asie des super-welters OPBF en 2001 après sa victoire contre Kook-Yul Song. Battu dès le combat suivant par Joya Kawai, il relance sa carrière en remportant le titre du japon de la catégorie en 2006. Ishida devient ensuite champion WBA par intérim des super-welters en 2009 et crée la surprise en battant l'américain James Kirkland le 9 avril 2011. Malgré une défaite contre Paul Williams, il se voit ensuite proposer un combat de championnat du monde WBO des poids moyens contre le tenant du titre russe Dmitry Pirog. Le combat est organisé à Moscou le 1er mai 2012 et le boxeur japonais s'incline aux points à l'unanimité des juges.

## Référence
1. ↑  (en) Nobuhiro Ishida vs. James Kirkland (boxrec.com)